# Kiko Femenía
Francisco Femenía Far (Sanet y Negrals, 1991. február 2. –) spanyol korosztályos válogatott labdarúgó, a Villarreal játékosa.

## Pályafutása

### Klubcsapatban
Labdarúgó pályafutását a Benairbeig, az FC Dénia és a Hércules korosztályos csapataiban kezdte, utóbbiból 2008-ban került fel a nagyok közé. 2008. június 15-én mutatkozott be a bajnokságban a Cádiz CF elleni 1–1-s döntetlennel végződő másodosztályú mérkőzésen, mindössze 17 évesen. A 2008–2009-es szezonban az utolsó fordulóban az UD Salamanca ellen lépett csak pályára, ezt követően 5 éves szerződést kötött a klub vele. A következő szezonban kezdőjátékos lett és nagyban hozzájárult, hogy feljutottak az élvonalba 13 évet követően. 2010. augusztus 28-án mutatkozott be az élvonalban Abel Aguilar cseréjeként az Athletic Bilbao ellen. A szezon végén kiestek és Femenía távozott a klubtól
2011. július 6-án 2 millió euróét és további másfél millió bónusszal kiegészülve szerződtette le a Barcelona, a második csapatban kapott lehetőséget. A Villarreal B ellen mutatkozott be a második csapatban, majd a következő Cartagena elleni találkozón megszerezte első gólját. 2013 augusztus végén a Real Madrid CF csapatába távozott, mert érzelmileg tönkretették Barcelonában. A Real Madrid Castilla csapatába került, de a szezon során csak 5 mérkőzésen kapott lehetőséget. 2014 decemberében közös megegyezéssel felbontotta szerződését a klubbal és 2015. január 7-én hat hónapos szerződést kötött az Alcorcón csapatával. 17 mérkőzésen 1002 percet töltött a pályán és ez idő alatt egy gólpasszt is jegyzett.
2015. július 2-án aláírt a Deportivo Alavés klubjához, egy évre írt alá. Első szezonjában 38 bajnoki mérkőzésen 5 gólt szerzett és meghosszabbították szerződését. A bajnokságot megnyerték és 10 év után jutottak vissza az első osztályba. Második szezonjában is alapembernek számított, de ennek ellenére távozott a szezon végén. 2017. július 1-jén négyéves szerződést kötött az angol élvonalbeli Watforddal.
2022. július 28-án három évre szerződtette a Villarreal csapata.

### A válogatottban
2009 és 2010 között az U18-as és a spanyol U19-es labdarúgó-válogatott tagja volt. Részt vett a 2011-es U20-as labdarúgó-világbajnokságon a spanyol U20-as labdarúgó-válogatott tagjaként.

## Sikerei, díjai
- Alavés:
  - Segunda División: 2015–16